# Iván Grünewald
Iván Maüsche Grünewald, född 26 november 1911 i Engelbrekts församling i Stockholm, död 23 juli 1996 i Saltsjöbadens församling i Stockholms län, var en svensk målare och tecknare. 
Han var son till Isaac Grünewald och Sigrid Hjertén. Efter avbrutna studier till konsertpianist i Paris antogs Iván Grünewald som aspirant på Konstakademien 1930. Efter att två år i rad särskilt ha medgivits rätt att kvarstå som aspirant upphöjdes han till elev 1933; fadern var då professor där. 
Han är representerad vid Moderna museet i Stockholm.
Iván Grünewald var gift två gånger: 1936–1943 med Brita Palme (1913–1999; syster till Ulf Palme och omgift med Tage Nilsson), och 1946 med konstnären Maud Comstedt-Grünewald (1920–1984). Han fick sonen Allan (född 1940) i första äktenskapet och döttrarna Rebecca (född 1947) och Rakel (född 1950) i andra äktenskapet.